# Весенняя сказка (мультфильм)
«Весенняя сказка» — советский рисованный, короткометражный мультипликационный фильм, созданный на киностудии «Союзмультфильм» при поддержке Народного комиссариата просвещения РСФСР, выпущен в 1949 году.

## Сюжет
Лирическое повествование о возвращении вожака гусей Гуменника и его стаи из африканских краёв на их родные места России, о необходимости стаи быть преданным своему вожаку.
Африка… Тёплые края… Чужая им земля… Вот и наступил давно конец зимы. И в края родные им пора, уже давно открыта дверь весне. И вожак гусей Гуменник, почуяв это, начал грустно петь, тоскуя по родине своей. И остальные гуси, услышав, поняли, что домой им пора.
Вот и направились они в края свои. А точнее — к Василисиной заводи. И покидая места свои чужие, пролетали они мимо разных мест. А однажды захотели гуси побыстрей до дома добраться. И предложил вожак им отправиться новою, да неизвестною дорогой — над песчаной степью. На что гуси и согласились.
И отправились они по дороге новой через песчаные степи к дому своему. Но по пути на изумление своё, увидели они под собой не песчаные края, а зелёные сады и возделанные поля. Настолько были красивы они, что подумали гуси, а не заблудились ли они. И, решив, что предводитель их ошибся и с задачей не справился, выбрали они себе нового вожака.
И повёл их новый предводитель к дому, в родные края. Но, понимая, что не может он справиться, просит он прежнего вожака помочь ему. Гуменник нашёл их дом и устремились гуси к нему скорее.
И прилетели гуси в края свои родные. И рады, и счастливы они были возвращению домой. Только вожаку гусей было не до веселья. Ведь непонятно ему было, куда пропали те песчаные степи. И тут Тетерев, которому вожак Гуменник кумом приходился, и поведал, что не он ошибся, а места здешние изменились. И Тетерев предложил Гуменнику и его стае осмотреть новокрасочные места.

## Идея создания
Мультфильм был один из многих фильмов послевоенного периода, как и «Цветик-семицветик», «Федя Зайцев», «Кукушка и скворец» и другие мультфильмы, которые разрабатывались Советским государством для того, чтобы повлиять на советский народ в нужную им сторону и привить любовь и преданность к государству, а также к Советскому Союзу.
Также, одной из главных целей создания фильма является раскрытие и прививание красоты, патриотизма и любви к своей стране, где в образе птиц, вроде как, являются советские люди, которые должны не только любить свою родину, но и не иметь возможности жить без неё. Один из примеров описания любви к своей родине говорит в мультфильме вожак стаи, Гуменник: «Эх, марабу ты марабу. Учёная птица. А того не знаешь, что края-то ваши тёплые. Да наша русская сторона намного вашей превосходней».

## История
В конце 1940-х годов у правительства Советского Союза стояла серьёзная задача, поскольку только закончилась Великая Отечественная война, и страна находилась в серьёзном положении почти во всех сферах. И необходимо было внести новую ясность советской идеи и патриотизма советскому народу, несмотря на то, что с 1917 года и до Великой Отечественной войны понятие патриотизма приравнивалось к буржуазным ценностям и вызывало очень отрицательную реакцию в Советском государстве. Также необходимо было воспитать нового, советского человека. Однако мультфильм был лишь одним из инструментов для воздействия на человека.
Таким образом, благодаря цели правительства, на экраны вышли такие мультфильмы, как: «Конёк-Горбунок», «Пропавшая грамота», «Цветик-семицветик», «Федя Зайцев» и другие фильмы, которые должны были повлиять на советского человека в нужную им сторону, а также чтобы привить советскому народу патриотизм к Советскому Союзу, и прежде всего к Советскому государству, путём создания образа родины различными путями.

## Видеоиздания
Мультфильм в 1990-е годы стал доступен для просмотра на видеокассетах. Чуть позже, с появлением оптических дисков для записи и хранения любой информации, мультфильм стал издаваться для просмотра на DVD-дисках.

## Мультипликационная группа

### Озвучивание
- Борис Чирков — текст от автора / Гуменник / Марабу
- Глеб Романов — Помощник
- Елена Тяпкина — Казарка
- Георгий Милляр[3] — Тетерев
- Татьяна Пельтцер — гусыни (в титрах как И. Пельтцер)

### Разработчики
- Авторы сценария: Дмитрий и Андрей Тарасовы.
- Текст песен: Дмитрий Тарасов.
- Режиссёр: Виктор Громов.
- Художник-постановщик: Владимир Дегтярёв.
- Композитор: Нина Владимировна Макарова.
- Ассистент режиссёра: Николай Фёдоров.
- Технический ассистент: Галина Любарская.
- Оператор: Михаил Друян.
- Звукооператор: Борис Фильчиков.
- Монтажер: В. Егорова.
- Дирижёр: Григорий Гамбург.
- Художники-мультипликаторы: Фаина Епифанова, Елизавета Комова, Рената Миренкова, Лидия Резцова, Татьяна Таранович, Ламис Бредис, Валентин Лалаянц, Борис Петин.
- Художники-декораторы: Дмитрий Анпилов, Галина Невзорова, Ирина Светлица.

## О мультфильме
«Особой темой было развитие в советских детях патриотизма. В военные и послевоенные годы эта тема, безусловно, вышла на первый план. Множество мультфильмов были посвящены конструированию образа Родины, причем за основу после войны брался традиционный, знакомый по русской классике образ „страны берёзового ситца“, а эффектным дополнением к нему служили великие стройки пятилеток.
Неплохим образцом патриотического мультфильма является „Весенняя сказка“ — лирическое повествование о возвращении на Родину из Африки стаи диких гусей. За время их отсутствия знакомые места изменились настолько, что гуси не узнали России. Смоделировав по ходу дела ситуацию, когда коллектив сомневается в своём вожаке и отвергает его, и предложив её решение (вожак в конечном итоге оказывается прав, а неправы те, кто от него отвернулся), авторы мультфильма проговаривают важные фразы. „Эх ты, Пеликан, умная птица, а не знаешь, что хоть и тепло у вас, а все же наша русская сторонка намного вашей превосходней!“ — с расстановкой говорит гусь-вожак, собираясь в родные края. Подобная риторика сейчас может показаться смешной, но в те времена именно такие фразы доходили до людей по всем имеющимся каналам информации, от плакатов на улицах до песни „Не нужен мне берег турецкий…“ — Антон Размахнин „Тайная миссия советской мультипликации“.»